# Llamémoslo un asesinato
Llamémoslo un asesinato (en inglés Call it murder) es una película estadounidense dirigida por Chester Erskine (Chester Erskin en los títulos de crédito) en 1934. Está interpretada por Humphrey Bogart, Henry Hull, Sidney Fox y O. P. Heggie. Es la adaptación de la obra de teatro de Paul Sifton y Claire Sifton Midnight, título éste con el que también es conocida la película.

## Sinopsis
Edward Weldon, presidente de un jurado, ha de valorar si la joven Ethel Saxon es o no condenada a la silla eléctrica por un asesinato. Finalmente se muestra implacable y condena a la rea a la pena capital. Sin embargo, tendrá que poner en tela de juicio su decisión cuando Stella, su propia hija, confiese haber matado a un hombre.

## Nota
En 2008 la película fue editada en DVD con el título Llamada a un asesino.
- Datos: Q485935